# Cicloranfídeos
Cicloranfídeos (Cycloramphidae) é uma família de anfíbios da ordem Anura. Está distribuída na América do Sul.

## Taxonomia
O grupo foi reconhecido como uma família distinta em 2006. O arranjo taxonômico da família sofreu várias mudanças. Em 2006, a família contava com duas subfamílias, Hylodinae e Cycloramphinae (incluindo duas tribos Cycloramphini e Alsodini). Posteriormente, Hylodinae foi reconhecida como uma família distinta, e as tribos foram elevadas a subfamílias. Em 2007, o clado foi considerado parafilético. Em 2009, o gênero Rhinoderma foi excluído de Cycloramphinae, e classificado numa família distinta. No mesmo ano, um estudo molecular do grupo confirmou que a Cycloramhphidae sensu Frost et al. (2006) era parafilética, não havendo relação em Alsodinae e Cycloramhpinae, assim como também excluindo o gênero Thoropa e o posicionando na família Hylodidae. Em 2011, a subfamília Alsodinae é reconhecida como uma família distinta e Cycloramphidae é redefinida num sentido stricto sensu. Um estudo de 2013 demonstrou que os gêneros Crossodactylodes e Rupirana estão mais relacionados com os gêneros Paratelmatobius e Scythrophrys na subfamília Paratelmatobiinae, família Leptodactylidae.
São reconhecidos três gêneros para esta família:
- Gênero Cycloramphus Tschudi, 1838
- Gênero Thoropa Cope, 1865
- Gênero Zachaenus Cope, 1866